# Geophis downsi
Geophis downsi es una especie de Serpentes de la familia Dipsadidae.

## Distribución geográfica
Es endémica de Costa Rica.

## Estado de conservación
Se encuentra amenazada por la pérdida de su hábitat natural.